# 早熟物种

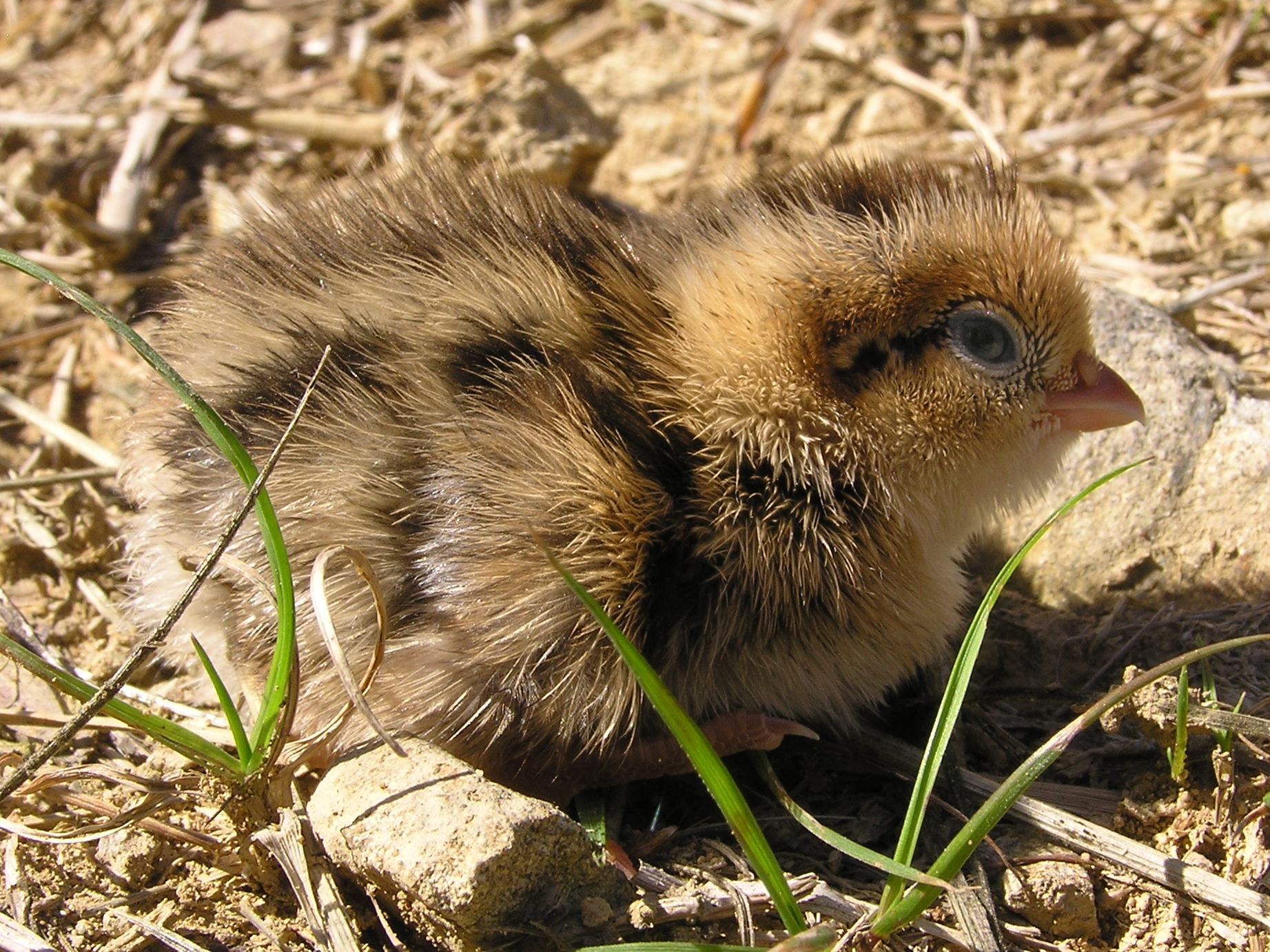
珠颈翎鹑就是一種早熟物種

在生物学中，早熟物种是指幼体从出生或孵化的那一刻起就相对成熟以及能活动的物种。非常早熟的鸟类可以在孵化后的短时间内（例如24小时）就能離開巢穴。

## 特征
早熟物种和晚熟物种之间的跨度在鸟类中尤其广泛。早熟的鸟类睁着眼睛孵化，身上覆盖着柔软的羽毛，很快就被成年型的羽毛所取代。这种鸟类在孵化后也可以比候鸟（如鸣禽）更快地游泳和奔跑。早熟的鸟类可以在孵化后的短时间内（例如 24 小时）准备好离开巢穴。许多早熟的雏鸟在体温调节方面并不独立（调节自身体温的能力），它们依赖于父母在短时间内用体温培育它们。早熟的鸟类有时会在父母的帮助或指导下找到自己的食物。早熟鸟类的例子包括家养鸡、许多种类的鸭和鹅、滨鸟和麝雉
在许多其他动物群体中发现了早熟。早熟哺乳动物的常见例子包括大多数有蹄类动物、豚鼠和大多数野兔。最后一个例子很重要，因为它说明了早熟不是一个特别保守的特征，在进化意义上，因为密切相关的兔子是高度交际的。 此外，所有爬行动物都是早熟的，即使是那些仍然需要父母照顾的动物，如鳄鱼，以及经历幼体阶段的动物，如鱼、两栖动物和大多数无脊椎动物，尽管它们在出生时都没有完全形成。不过，晚生幼体的例子确实存在，包括蚂蚁、蜜蜂和黄蜂等真社会性昆虫以及蝎子的幼体。
早熟物种通常比相关的晚熟物种具有更长的妊娠期或孵化期，以及较小的窝或巢，因为每个后代在出生或孵化之前都必须处于相对先进（和大）的状态。
研究的印记现象是早熟鸟类的特征。